# Zelená hrobka
Zelená hrobka (turecky: Yeşil Türbe) je hrobka pátého osmanského sultána Mehmeda I., která se nachází ve městě Bursa. Byla vybudována synem Mehmeda a jeho nástupcem na trůn, sultánem Muradem II. v roce 1421. Architektem byl Hacı Ivaz Paša a nachází se naproti Zelené mešity.

## Architektura
Mauzoleum stojí na vrcholku kopce mezi cypřiši a je postaveno výše než zbytek komplexu. Je vybudováno na šestihranném půdorysu a završen polokulovitou kupolí. Exteriér budovy je obložen zelenými dlaždicemi a podle nich dostala hrobka i své jméno. Většina původních dlaždic byla zničena při zemětřesení v Burse v roce 1855 a byly nahrazeny dlaždicemi z Kütahye. Vstupní portál je završen klenbou a na obou stranách vchodu má výklenky nad mramorovými sedadly.
Za vyřezávanými dřevěnými dveřmi stojí královská hrobka na plošině uprostřed, obklopená sedmi dalšími hrobkami. Je bohatě zdobena písmem a květinovými vzory, malovanými žlutými, bílými a modrými glazovanými dlaždicemi. Spodní část stěn je obložena modrozelenými dlaždicemi, které se používají také v tympánových oken v interiéru.

## Pohřbení v hrobce
- Mehmed I., pátý osmanský sultán

### Potomstvo sultána
- Selçuk Hatun, princezna a dcera sultána Mehmeda I.
  - potomstvo Selçuk - Orhan Bey, Paşa Melek Hatun, Emir Yusuf Bey, Hafsa Hatun, Hatice Hatun, Išak Bali, Hundi Hatun
- Ayşe Hatun, dcera
- Sitti Hatun, dcera
- Şehzade Mahmud Çelebi, syn
- Şehzade Yusuf Çelebi, syn

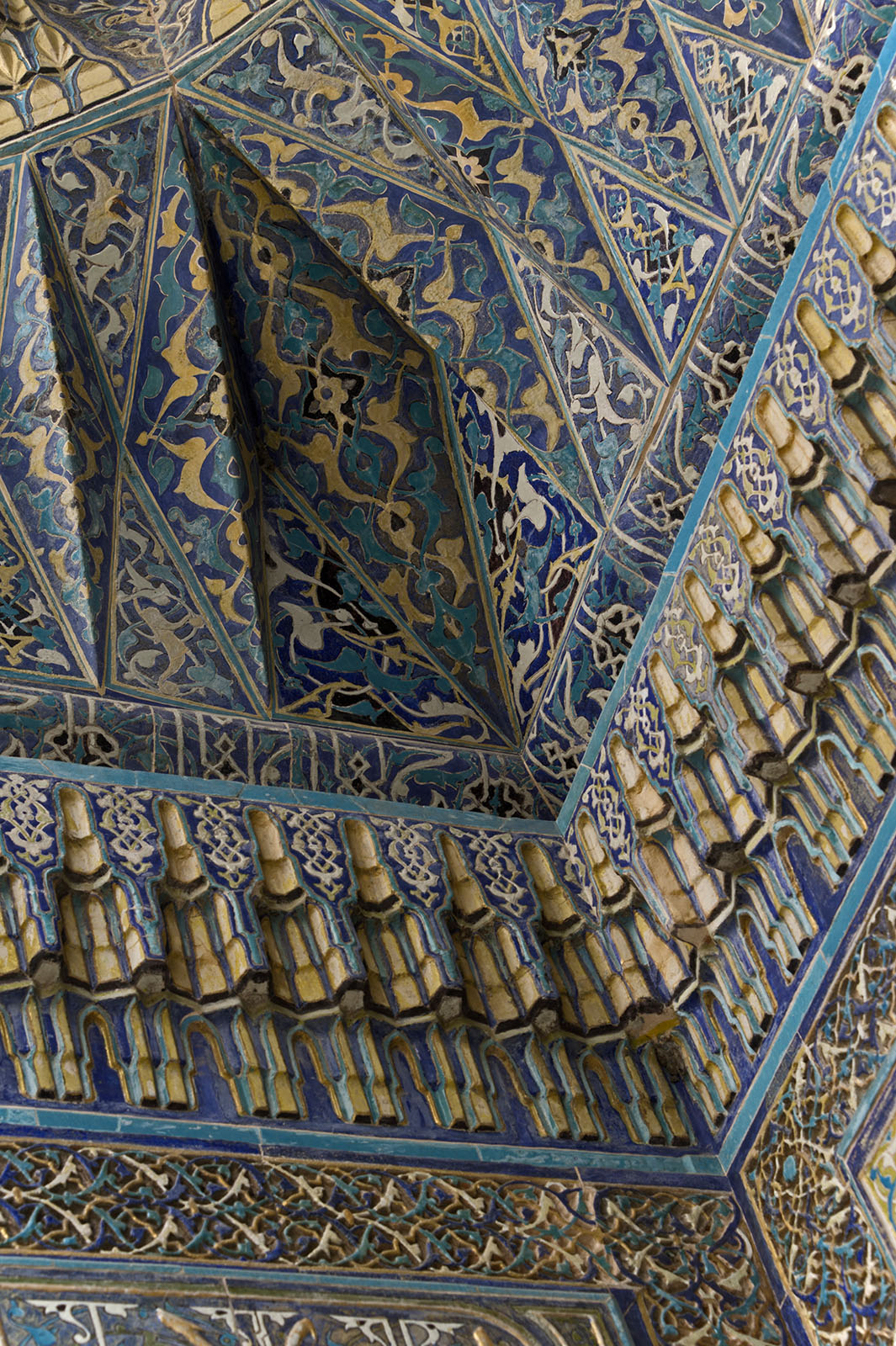
Dekorace nad vchodem
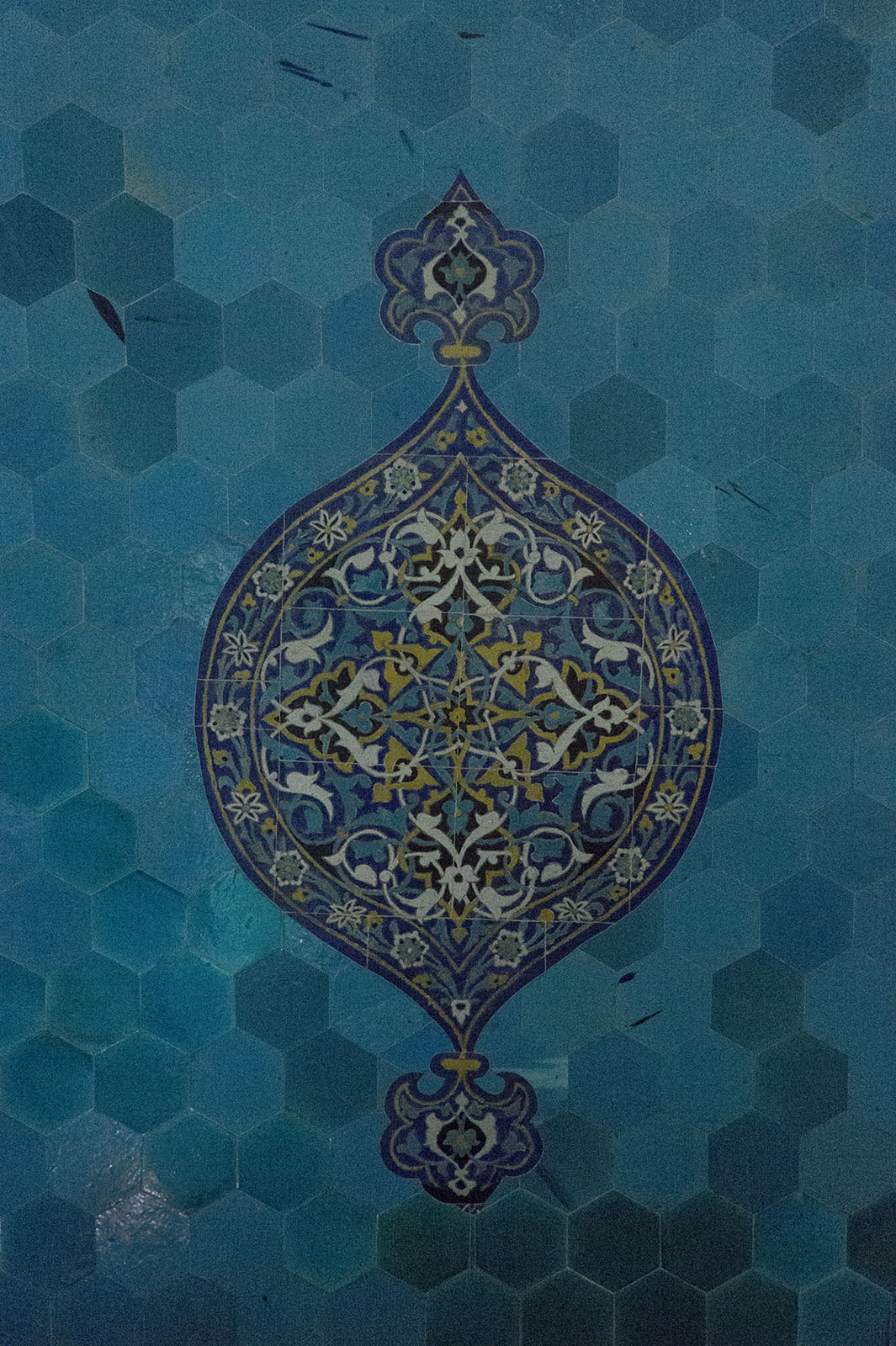
Dekorace na zdech
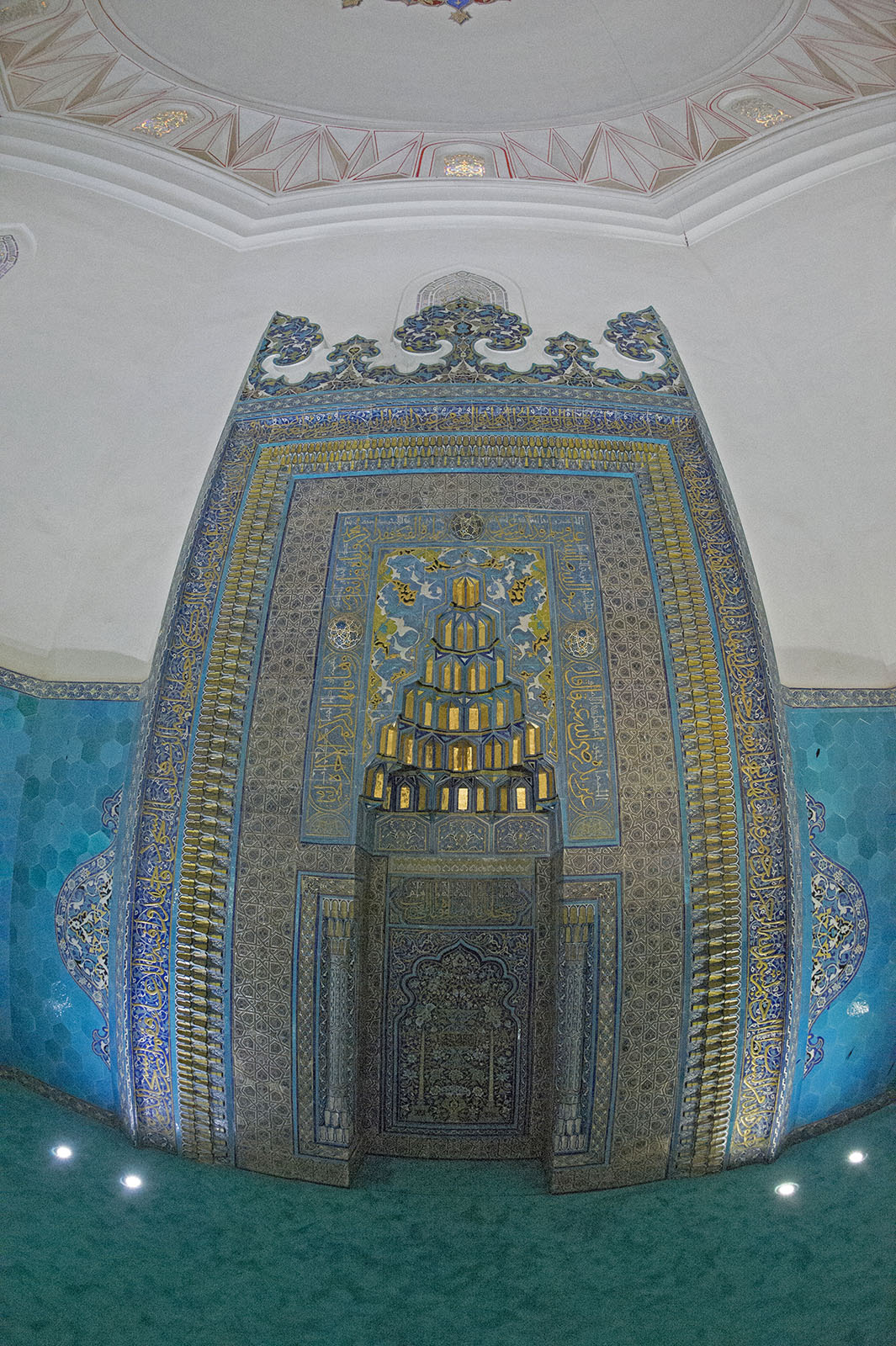
Mihrab
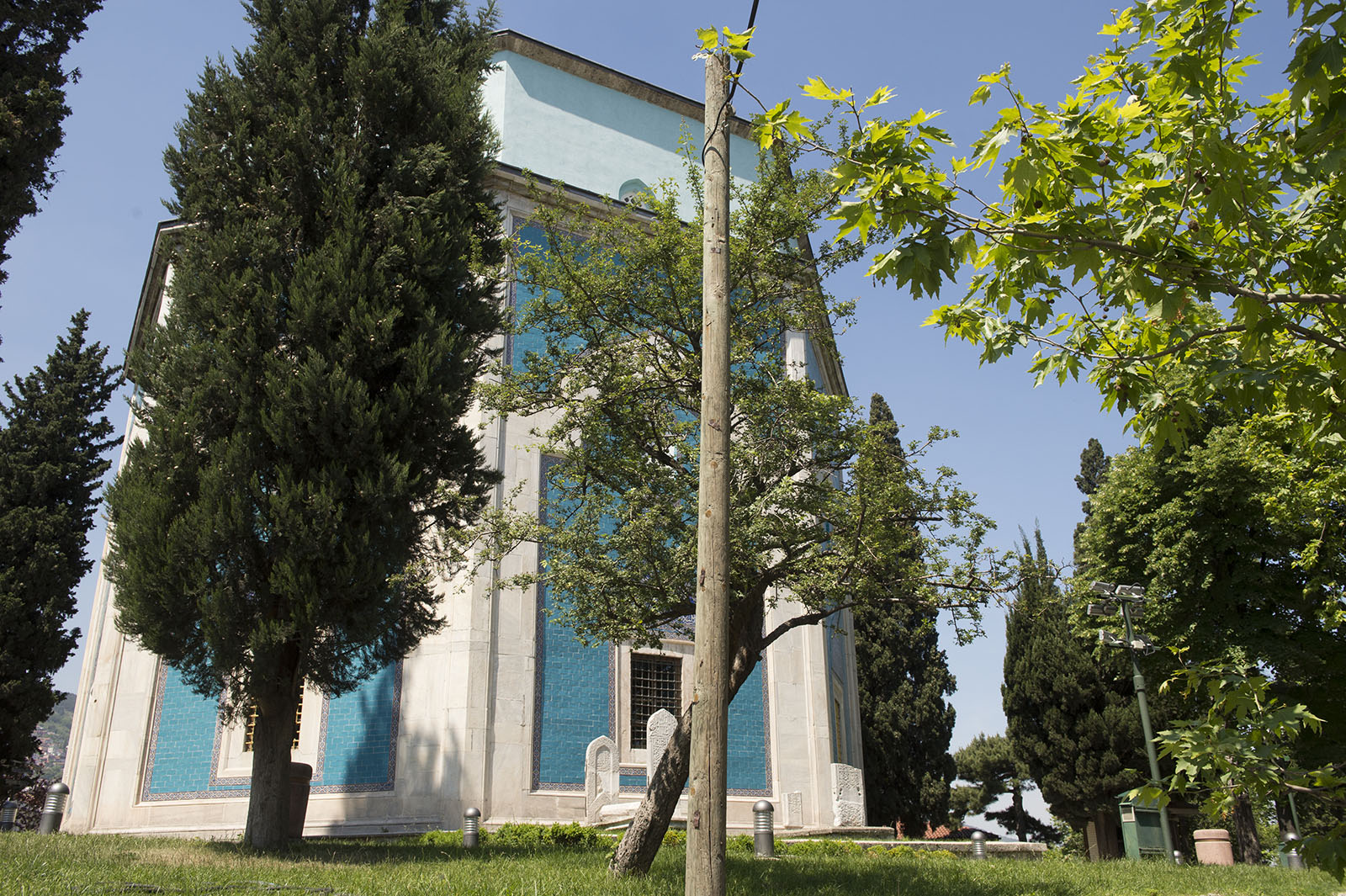
pohled na hrobku z vnějšku
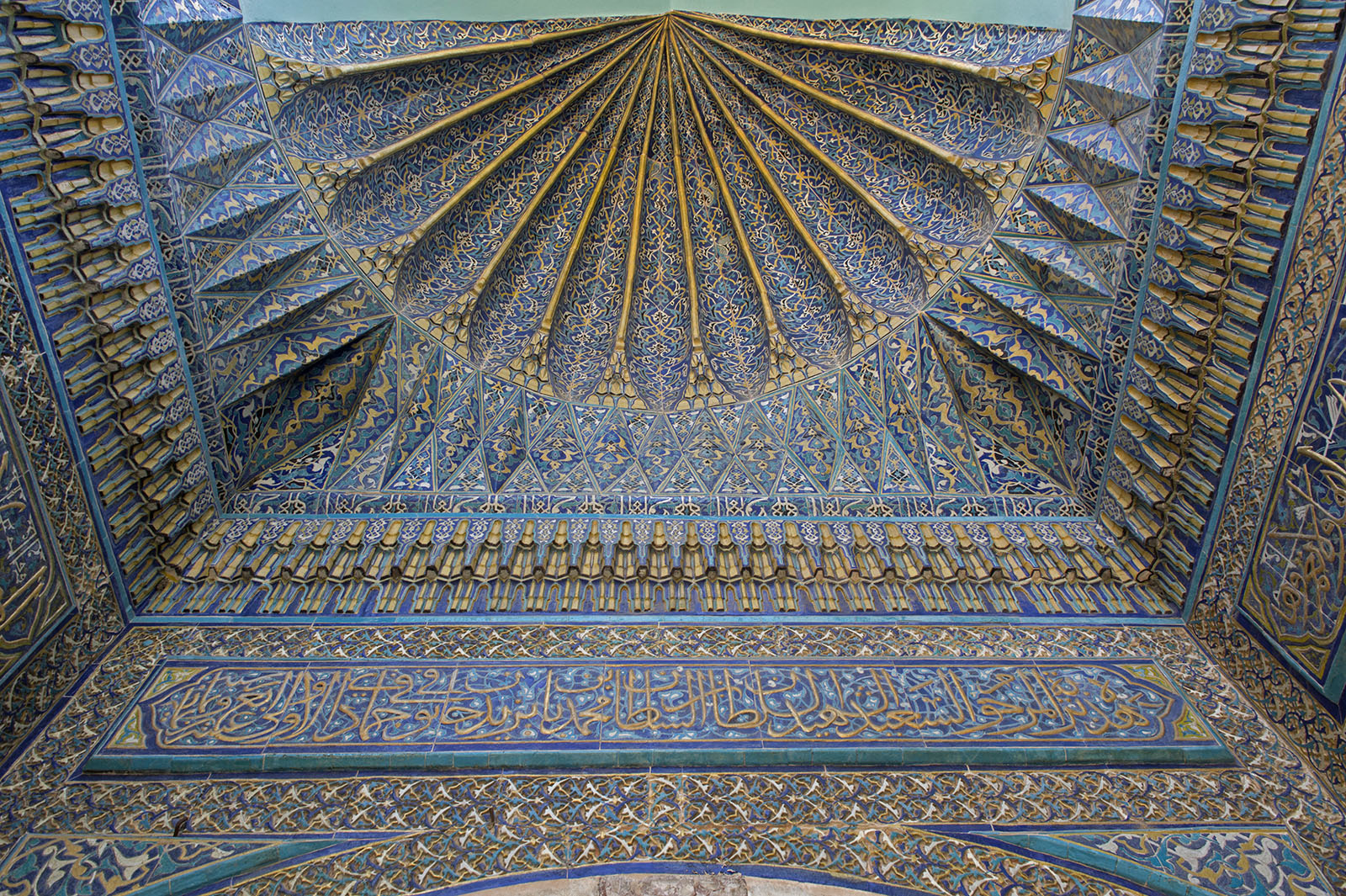
zdobení stropů
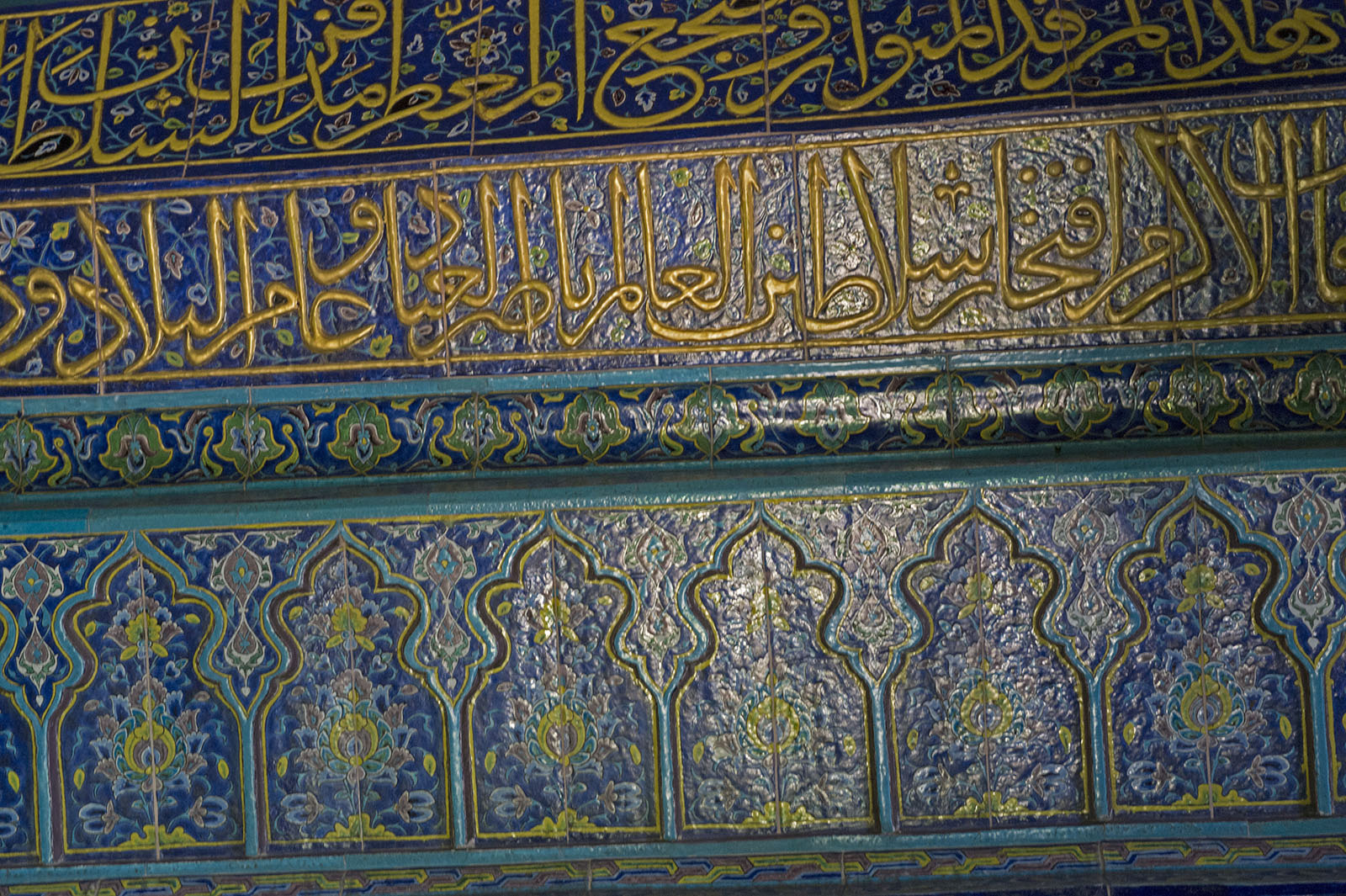
hrob Mehmeda I.
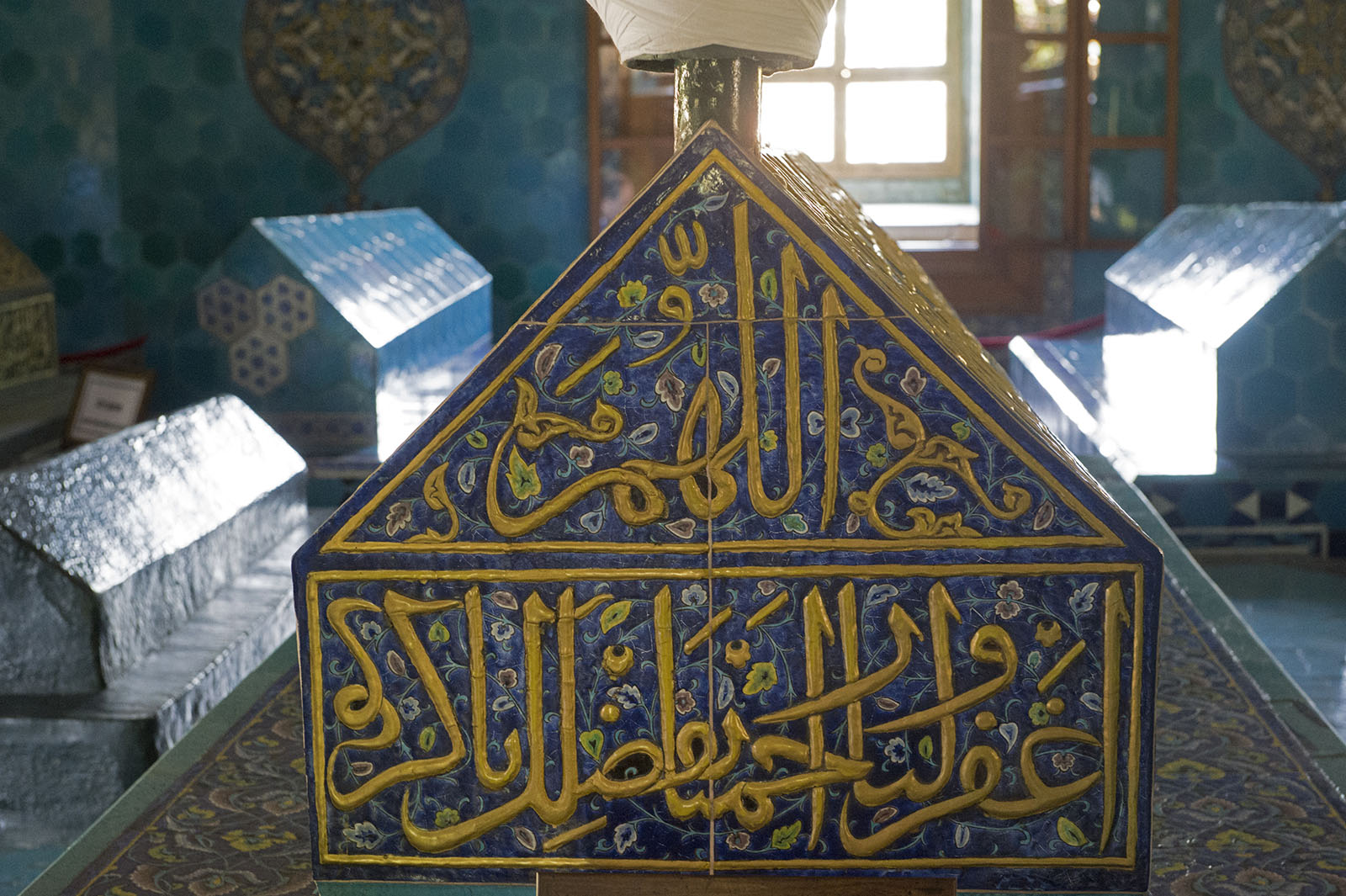
hrob Mehmeda I. zepředu
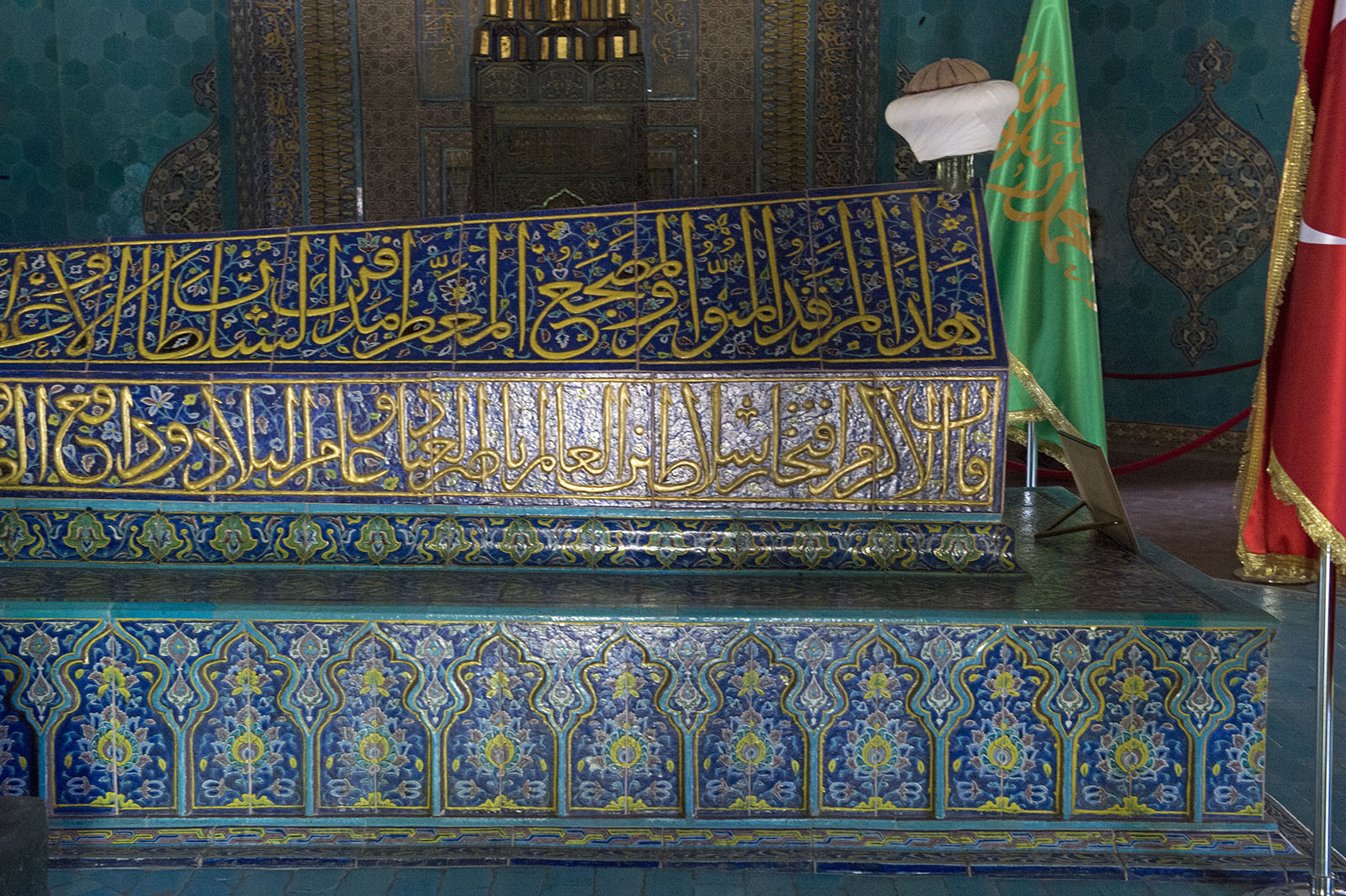
boční strana Mehmedova hrobu
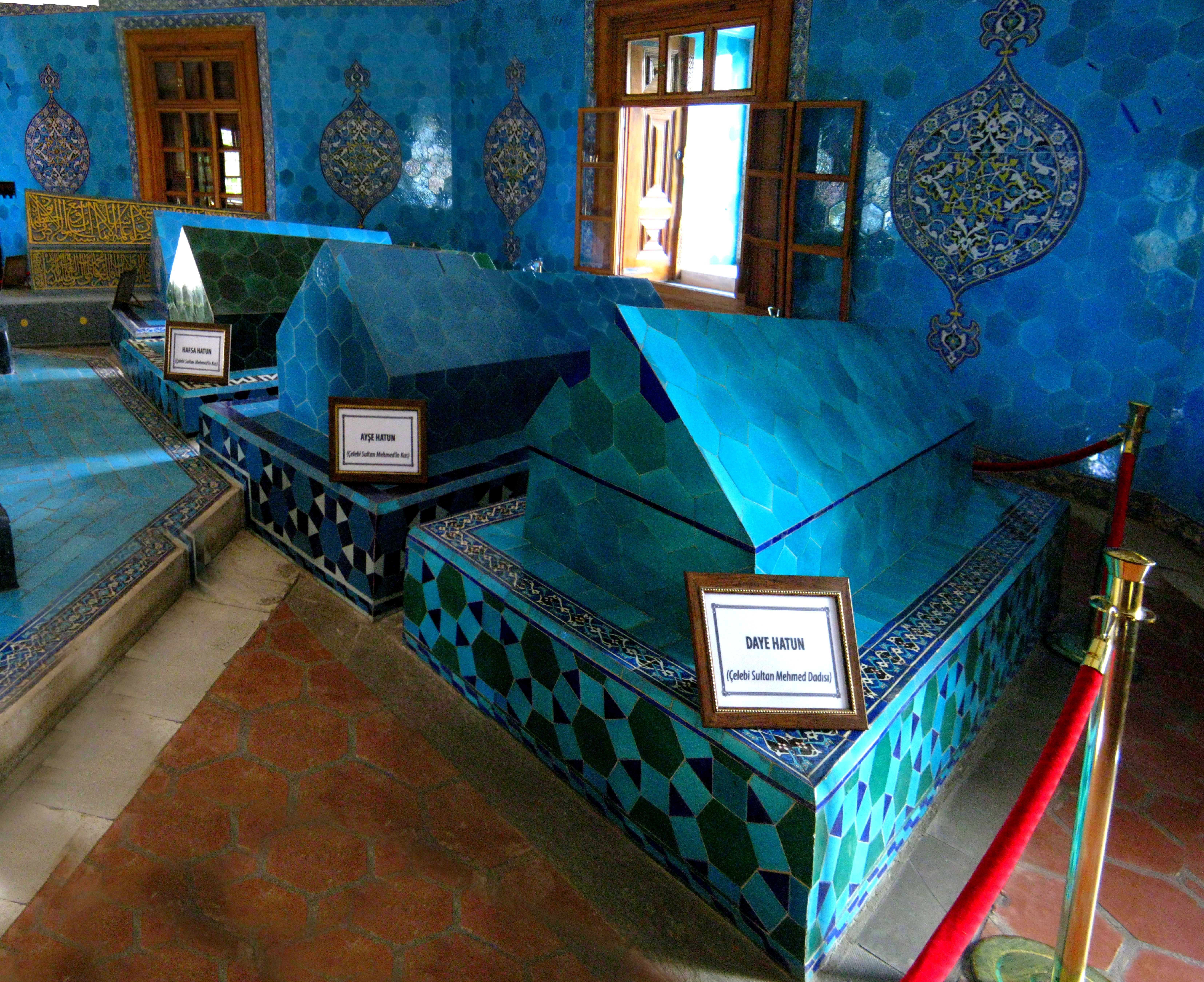
hroby sultánových dcer